# Korrektor
Ein Korrektor (lateinisch corrector ‚Berichtiger‘) ist eine Person, die Druckvorlagen hinsichtlich Rechtschreibung, Grammatik, Typografie, Stil und Interpunktion überprüft und Fehler zur Korrektur anzeichnet. Die Arbeit eines Korrektors bzw. das Ergebnis derselben und auch die von Korrektoren gebildete Abteilung eines Verlags oder Ähnlichem wird als Korrektorat bezeichnet. 

## Berufsbild
Der Korrektor gehört organisatorisch zur Setzerei, nicht zur Redaktion, und ist somit ein technischer Beruf. Seine Tätigkeit wird Korrekturlesen genannt. Ein guter Korrektor korrigiert nicht nur Fehler, sondern überprüft den Text auch formal. Teilweise lesen Korrektoren auch Abzüge aus der eigentlichen Druckmaschine. Diese letzte Prüfung heißt Revision.
Sofern der Korrektor eine Druckvorlage auf Papier korrigiert, verwendet er traditionelle Korrekturzeichen, die den freien Platz auf der Seite optimal nutzen und Missverständnisse ausschließen sollen. Die Korrekturen wurden daraufhin vom Schriftsetzer ausgeführt.
Früher war der Korrektor die letzte Person, die das Manuskript vor der Drucklegung prüfte. Als eigenständige Position im Druck- oder Verlagsbetrieb ist der Korrektor inzwischen selten geworden, da viele Autoren ihre Texte einer Rechtschreibprüfung mit dem Computer unterziehen und zum Teil druckreif abliefern können. Das Manuskript als Zwischenstufe ist meist entfallen. Eine wichtige Funktion hat heute der Schlussredakteur bzw. die Revision übernommen. Im Zeitungsbereich wird versucht, die Aufgaben des Korrektors durch Gegenlesen innerhalb der Redaktion zu erledigen. Bei der Buchproduktion wird das Korrektorat oft von Lektoren übernommen (→ Lektorat).
Bei nicht verlagsgebundenen Drucksachen (Akzidenzen) übernimmt oft nach wie vor ein befähigter Schriftsetzer, Mediengestalter oder ein Sachbearbeiter im Druckbetrieb diese Tätigkeit.
Zu Zeiten des Bleisatzes war es oft üblich, dass gelernte Schriftsetzer in späteren Berufsjahren als Korrektoren gearbeitet haben. Korrekturleser arbeiten heutzutage oft als Ein-Mann-Unternehmer oder in spezialisierten Unternehmen mit wenigen Mitarbeitern oder sind hauptberufliche Lektoren.

## Geschichte
Einst war der Beruf des Korrektors hoch angesehen und eine lukrative Einnahmequelle für Schriftgelehrte.
Seine Stellung resultierte aus dem hohen Aufwand, der sich aus der nachträglichen Korrektur von in Bleilettern gesetzten Vorlagen ergab. Zu seiner herausragenden Stellung trug seinerzeit der Umstand bei, dass nur wenige tatsächlich des Lesens und Schreibens mächtig waren. Ferner schrieben selbst manche Autoren die Wörter lange Zeit so, wie sie ihnen in den Ohren klangen.
Die ersten Korrektoren der alten Drucker waren Gelehrte, die neben den Fremdsprachen Griechisch und Latein auch in den damals geläufigen Wissenschaften bewandert waren: Medizin, Theologie und Philosophie. Mit der Veränderung der Satztechnik sank der Folgeaufwand von Korrekturfehlern und mit ihm der Stellenwert des Korrektors für den Buchdruck.
Der ältere lateinische Begriff Corrector bezeichnet einen für die Korrektheit von Büchern verantwortlichen Bediensteten der päpstlichen Kanzlei, von italienischen Universitäten oder im Bereich von Klöstern und anderen Herausgebern kirchlicher Schriften.

## Gegenwart
Heutzutage sind viele Menschen der Ansicht, die ursprüngliche Funktion des Korrektors durch Computerprogramme zur Grammatik- und Rechtschreibprüfung ersetzen zu können. Die Toleranz oder Gleichgültigkeit gegenüber Druckfehlern auch an prominenten Stellen hat außerdem zugenommen: Der Reclam-Verlag beispielsweise präsentierte seine Ausgabe von Homers Ilias im Jahr 2015 auf der ersten Seite in einer „Übersetztung“ und die der Odyssee in einer „Übersetung“. Computerprogramme sind nur anhand von elektronischen Wort- und Begriffskatalogen (Wörterbuch) in der Lage, einen Text bis zu einem gewissen Grad auf formale Fehler (Rechtschreibung, Zeichensetzung, einfache grammatikalische Konstruktionen) zu überprüfen. Daher wird der Beruf des Korrektors auch langfristig nicht ganz verschwinden.
Die wenigen Korrektoren, die heute noch diesen Beruf ausüben, haben die gleichen Aufgaben wie die Korrektoren früherer Zeiten. Unbedingt notwendig sind beste Kenntnisse der deutschen Rechtschreibung und Wortwahl. In der Fachtechnik sind von der Manuskriptbearbeitung bis zur Bogenrevision alle Arbeiten im Korrektorat zu erklären. Das Korrekturlesen nach Manuskript sowie das Korrekturlesen von Text aus Datenübernahme in der Muttersprache und in der Fremdsprache sollten so fehlerfrei durchgeführt werden können wie das Revidieren einer Akzidenzdrucksache, einer Zeitungsseite oder des Bogens eines Werkes.

## Studentische Arbeiten
Im Bereich studentischer Arbeiten, also z. B. bei der Erstellung von Bachelor- oder Masterarbeiten, nimmt die Einbeziehung professioneller Korrektoratsdienste in den letzten Jahren zu, während Hochschullehrer einen Kompetenzverlust von Studierenden in diesem Bereich beklagen. Vor dem Hintergrund dieser Diskussion ist zu berücksichtigen, dass kommerzielle Anbieter von Korrektoratsdiensten für Studierende teilweise die klassische Definition des Korrektorats (vgl. oben) im Sinne eines expliziten Ausschlusses inhaltlicher Überprüfungen teilen, während andere genau diese Leistung als sogenannte „Wissenschaftslektorate“ bewerben. Die Erbringung eigenständiger akademischer Leistungen von Studierenden erscheint im Zusammenhang mit der Beauftragung solcher Wissenschaftslektorate fragwürdig.

## Korrektoren in der Schweiz
Früher ließen sich in der schweizerischen Druckbranche technisch begabte Handsetzer (Schriftsetzer) oft zu Maschinensetzern ausbilden. Schriftsetzer mit graphischem Flair übten in der Offizin die Funktion eines Graphikers aus, und sprachlich begabte Berufsleute amteten als Korrektoren. Der Schweizerische Typographenbund unterbreitete darum im Jahre 1946 der für das Lehrlingswesen des graphischen Gewerbes der Schweiz zuständigen Zentralkommission einen vom Korrektorenverein ausgearbeiteten Entwurf zu einer Lehr- und Prüfungsordnung für Korrektoren. Ein Jahr später beschlossen die Arbeitnehmerorganisationen und der Arbeitgeberverband, dass ein Reglement über die Ausbildung und die Prüfung der Korrektoren ausgearbeitet werden soll, und übertrugen diese Arbeit der Zentralkommission, der späteren Paritätischen Berufsbildungsstelle (PBS).
Die erste Eignungsprüfung in der Deutschschweiz wurde, weil damals am Samstag noch gearbeitet werden musste und um Lohnausfälle zu vermeiden, am Sonntag, 8. Februar 1948, durchgeführt (für die Kollegen aus dem französischsprachigen Gebiet ein Jahr später). Allerdings überschätzten vier der elf Kandidaten ihre Deutschkenntnisse. Am ersten Kurs, bei dem noch monatlich die Aufgaben der Fächer Deutsch, Fremdsprache (Französisch oder Englisch) sowie Theorie zu lösen waren, beteiligten sich anfänglich 25 Männer. Elf Kandidaten verzichteten nach und nach meistens aus zeitlichen Gründen auf die Fortsetzung des Kurses. Einige Monate nach Ende des Kurses fand dann die erste Korrektorenprüfung statt, der sich acht ehemalige Kursteilnehmer stellten. Sieben Kandidaten konnten schließlich den Ausweis in Empfang nehmen, der ihnen bestätigte, geprüfte Korrektoren zu sein. Bereits ab dem zweiten Kurs standen zum Beantworten der Übungsbriefe zwei Monate Zeit zur Verfügung.
Die Zahl der Lernwilligen nahm zu. Zur Eignungsprüfung für den Fernkurs mit Beginn im Frühjahr 1961 wollten 73 Kandidaten zugelassen werden. Im Hinblick auf diesen Andrang und darauf, dass mit den zur Verfügung stehenden Kapazitäten nur etwa 35 Ausbildungsplätze angeboten werden konnten, beschloss die Zentralkommission einen Numerus clausus. Gemäß den neu definierten Zulassungsbedingungen mussten vor Kursbeginn bei vierjähriger Lehre drei Gehilfenjahre absolviert sein. Ebenfalls 1961 wurde die ganztägige Abschlussprüfung erstmals an einem Samstag durchgeführt, weil in der Zwischenzeit in weiten Teilen des Buchdruckgewerbes nur noch an fünf Tagen gearbeitet werden musste. In den folgenden Jahren war die Bereitschaft, während zweier Jahre pro Tag rund zwei Stunden Aufwand in die Weiterbildung zu investieren, nicht immer im gleichen Ausmaß vorhanden. Der Kurs für die romanische Schweiz konnte gar einmal mangels Teilnehmer nicht durchgeführt werden. Anfang der siebziger Jahre wurde das Reglement so geändert, dass unter bestimmten Bedingungen auch Korrektoren ohne Schriftsetzerlehre zum Kurs zugelassen werden konnten. Beachtung fand, dass sich ebenfalls Frauen in diesem Metier ausbilden lassen wollten.
Zur zweitägigen Berufsprüfung, die unter der Aufsicht des Bundesamts für Berufsbildung und Technologie durchgeführt wird, ist heute grundsätzlich zugelassen, wer über das Fähigkeitszeugnis für einen Beruf der Druckvorstufe oder eines anderen Berufes der graphischen Industrie verfügt oder den Korrektorenfernkurs der PBS oder einen gleichwertigen Kurs abgeschlossen hat. An die Prüfung zugelassen werden auch Personen, die mindestens 22 Jahre alt sind und ein Jahr Praxis bei voller Arbeitszeit als Korrektor nachweisen können sowie eine mindestens gleichwertige sprachliche und fachliche Ausbildung, wie sie der Korrektorenfernkurs bietet, oder wenn sie mindestens drei Jahre Praxis als Korrektor bei voller Arbeitszeit nachweisen. Die bestandene Berufsprüfung berechtigt, sich Korrektorin / Korrektor mit eidgenössischem Fachausweis zu bezeichnen.